# Labienus cheesmanae
Labienus cheesmanae is een keversoort uit de familie Passalidae. De wetenschappelijke naam van de soort is voor het eerst geldig gepubliceerd in 1935 door Hincks.